# Pinkwashing
Izraz »pinkwashing« (dobesedno »rožnato pranje«), tudi »rainbow-washing«, pomeni poudarjanje pozitivnega odnosa do skupnosti LGBT z namenom promocije organizacije ali posameznika ali odvračanja pozornosti od negativnih vidikov delovanja, zlasti kršenja človekovih pravic.
Izraz so skovali v začetku tisočletja v drugačnem kontekstu, in sicer kot odziv na množične kampanje ozaveščanja o raku dojke (česar simbol je rožnata pentlja) – kritiki so trdili, da te kampanje izvajajo podjetja, ki za dejanski boj proti raku ne storijo ničesar ali celo tržijo izdelke, ki ga povzročajo. V kontekstu LGBT so izraz prvič uporabili leta 2010 na dogodku, ki ga je organizirala ameriška politična organizacija Queers Undermining Israeli Terrorism (QUIT!), kot variacijo na izraza »whitewashing« in »greenwashing« (zeleno zavajanje). Širšo prepoznavnost je izrazu prinesla kolumna zgodovinarke Sarah Schulman leta 2011 v New York Timesu. »Pinkwashing« je opisala kot manifestacijo homonacionalizma, torej selektivnega izrabljanja spolnih manjšin za opravičevanje rasizma in nestrpnosti do tujcev.

## Obtožbe »pinkwashinga«

### Izrael
Izrael je pogosto obtožen, da se prikazuje kot edina do LGBT prijazna država v bližnjevzhodni regiji, da bi ustvaril sodoben demokratičen vtis in opravičil svojo politiko v izraelsko-palestinskem konfliktu. Po mnenju palestinskega antropologa Saeda Atšana izraelski »pinkwashing« temelji na štirih stebrih:
- poudarjanju svoje homoseksualne skupnosti in zamolčevanju izraelske homofobije,
- poudarjanju palestinske homofobije in zamolčevanju tamkajšnjih homoseksualnih skupnosti,
- interpretaciji tega kontrasta med izraelsko in palestinsko družbo kot civilizacijski diskurz in prikazovanju superiornosti ene družbe nad drugo,
- predstavljanju Izraela doma in v tujini kot gejevski raj z namenom spodbujanja turizma in drugih oblik podpore.[8]

Nasprotniki izraza »pinkwashing« opozarjajo, da je Izrael dosegel občuten napredek pri pravicah LGBT, in trdijo, da zanikanje tega bolj spodbuja homofobijo kot dialog in mir. Ido Aharoni, nekdanji vodja promocijskega projekta Brand Israel, je na kritike odgovoril, da »ničesar ne poskušamo prikriti, temveč poskušamo razširiti diskurz«. Drugi so v besedi prepoznali antisemitski aktivizem.

### Evropa
Julija in avgusta 2012 je koalicija nekaj evropskih skrajno desničarskih ljudskih gibanj organizirala »protidžihadistične« shode, ki so sovpadli s tednom LGBT-ponosa v Helsinkih in Stockholmu. V odgovor je ena od skupnosti za pravice LGBT organizirala protiprotest »Queers against Pinkwashing« in sporočila, da so shodi lažen izraz podpore in poskus izpostavljanja islama kot vira vseh težav skupnosti LGBT.
Marine Le Pen, vodja skrajno desne in nekdaj izrazito protigejevske stranke Nacionalni zbor, si je pred francoskimi predsedniškimi volitvami 2017 pridobivala podporo med pripadniki LGBT z opozarjanjem pred nevarnostmi, ki naj bi jih za skupnost LGBT predstavljali muslimani in priseljenci. Ena od javnomnenjskih anket ji je pred volitvami izmerila celo večji delež potencialnih volivcev med istospolno kot med raznospolno usmerjenimi. Podoben preobrat v stališčih do LGBT je v 2010. letih izvedla flamska nacionalistična stranka Vlaams Belang. Eric Louis Russell je o vodji stranke zapisal, da je njegovo politično izkoriščanje homofobnega nasilja podtalna in zahrbtna, vendar resnična oblika homofobije.

### Amerika
Leta 2012 je bil kanadski minister za državljanstvo in imigracije Jason Kenney obtožen »pinkwashinga«, potem ko je več tisoč Kanadčanom razposlal e-poštno sporočilo »LGBT Refugees from Iran« (LGBT-begunci iz Irana). Sporočilo je navajalo nedavne izjave ministra za zunanje zadeve Johna Bairda o kanadskem stališču proti preganjanju in marginalizaciji gejev in lezbijk po svetu. Skupina aktivistov je sporočilo opisala kot »slab poskus 'pinkwashinga' očitne želje konzervativne vlade po izzivanju vojne z Iranom«.